# 本山駅 (愛知県)

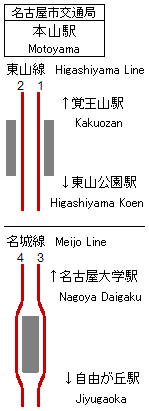
配線図

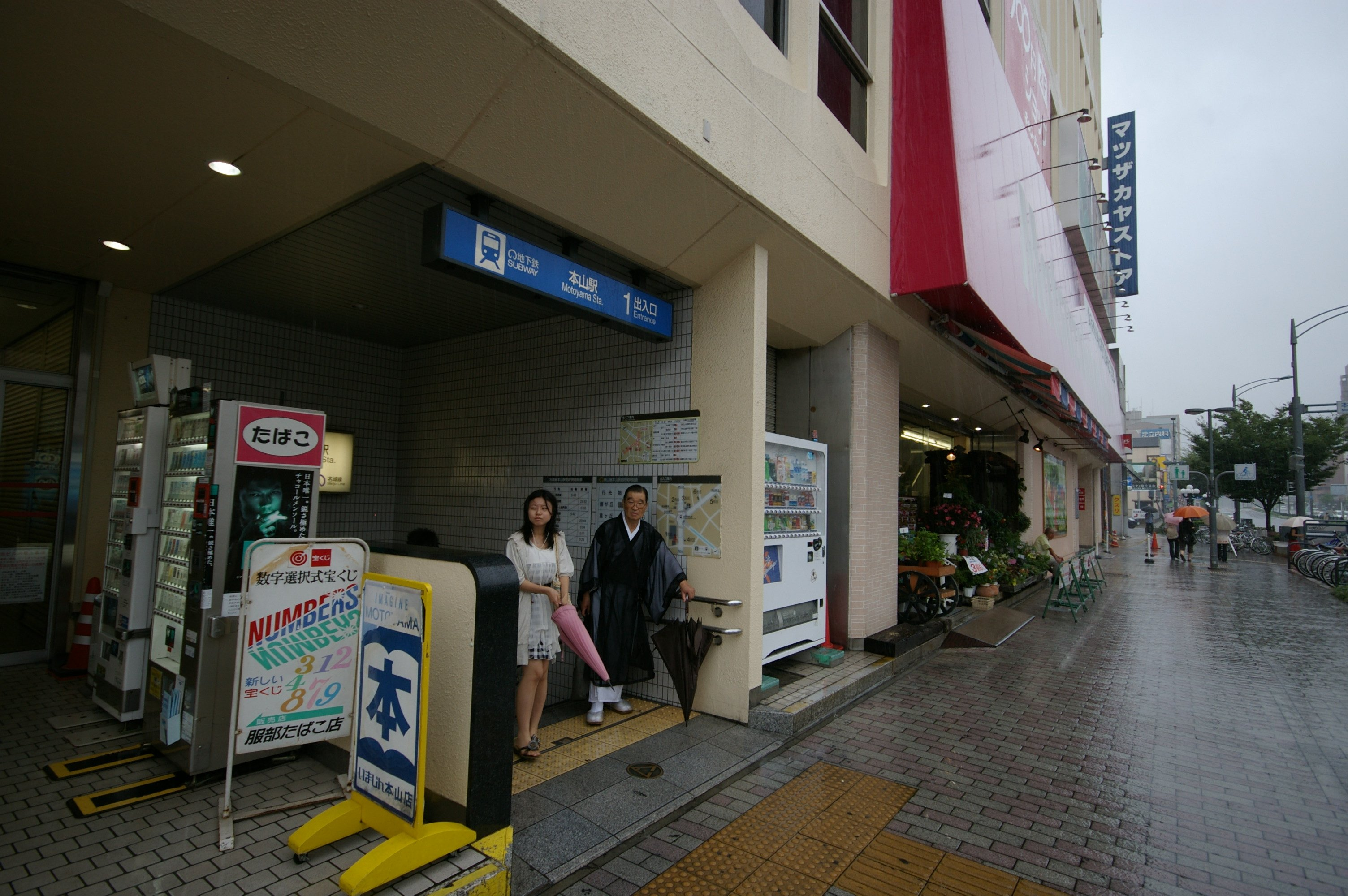
1番出入口（2009年8月）

本山駅（もとやまえき）は、愛知県名古屋市千種区四谷通1丁目にある、名古屋市営地下鉄の駅である。
東山線と名城線が乗り入れる。東山線にはH16、名城線にはM17の駅番号が付与されている。当駅のアクセントカラーは、東山線・名城線ともに桃色。

## 歴史
- 1963年（昭和38年）4月1日：東山線の駅が開業。
- 2000年頃（平成12年）：地上階行きのエレベーターを設置。（三菱製）（ただし当時は自転車置き場専用だった）
- 2003年（平成15年）12月13日：名城線の駅が開業、乗換駅となる[2]。それに伴い東山線ホームにも日本オーチス・エレベータ製のEV・ESCを設置。
- 2011年（平成23年）2月11日：manaca運用開始。
- 2015年（平成27年）12月20日：東山線で可動式ホーム柵使用開始。
- 2020年（令和2年）
  - 11月29日：名城線4番線で可動式ホーム柵使用開始[3]。
  - 12月6日：名城線3番線で可動式ホーム柵使用開始[3]。
- 2024年（令和6年）6月10日～2026年（令和8年）9月（予定）：西改札口（1,4番出入口付近）に新たなエレベーター設置工事。[4]

## 駅構造

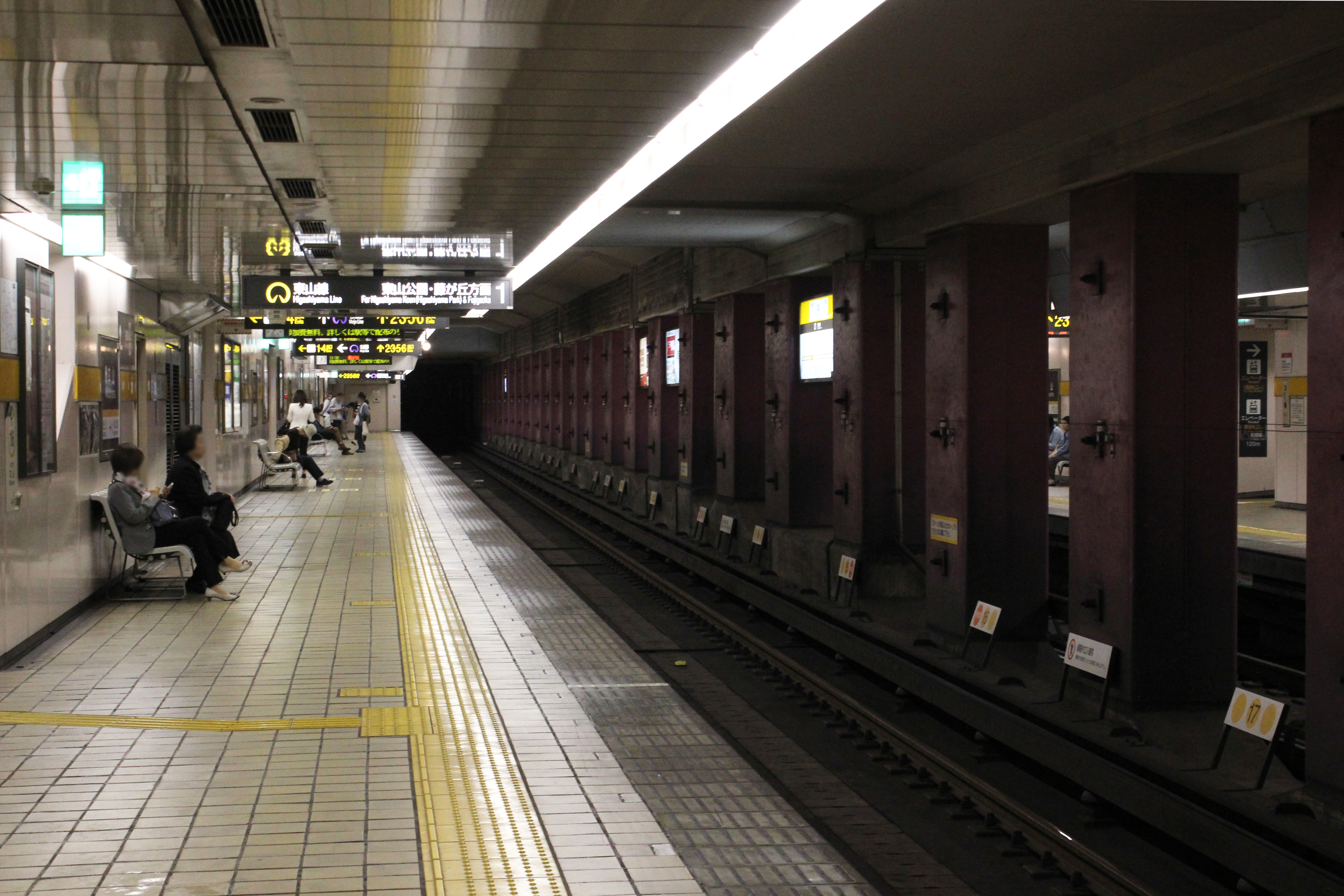
東山線ホーム（2015年4月、ホームドア設置前）
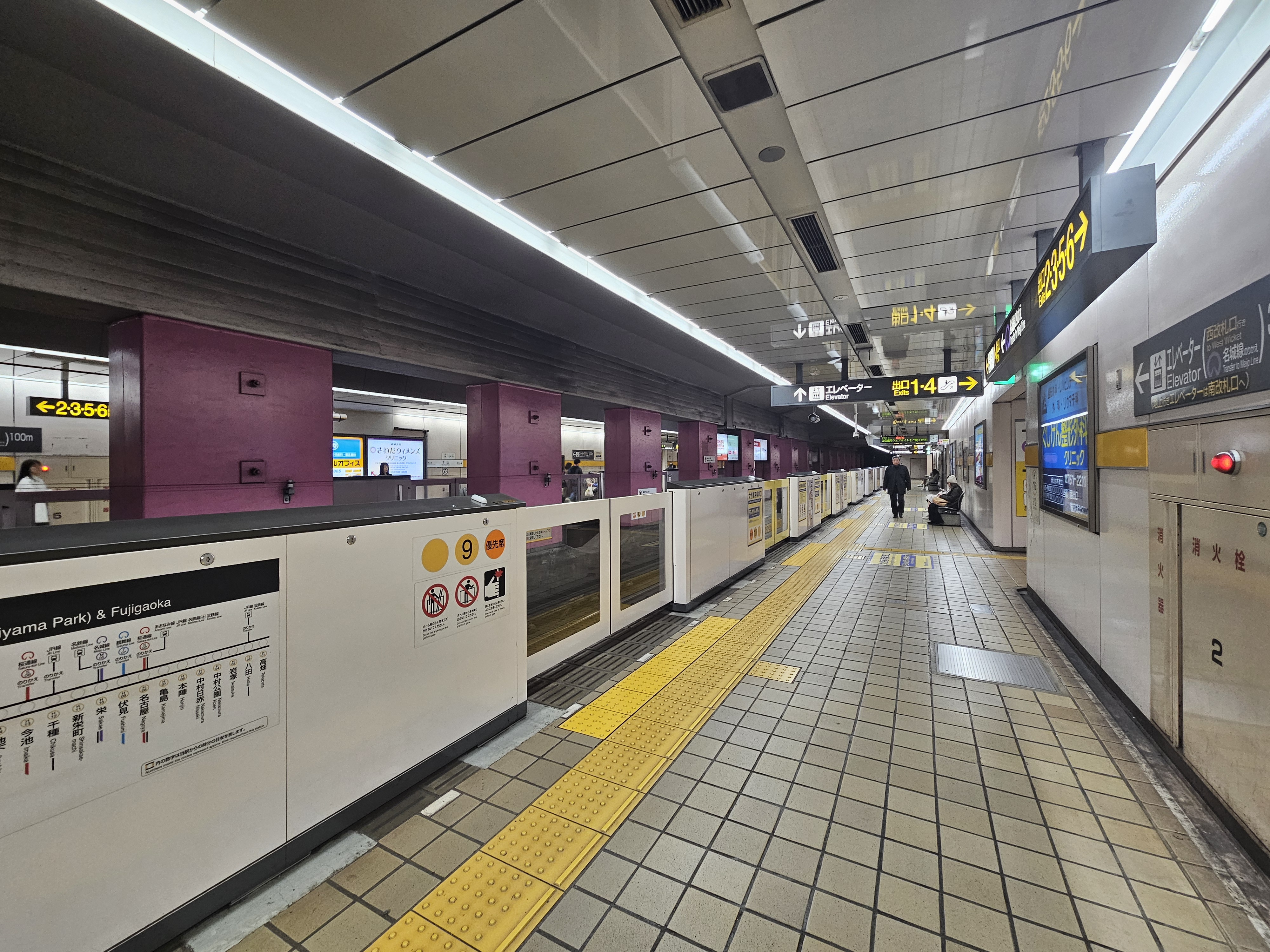
東山線ホーム（2025年3月、ホームドア設置後）
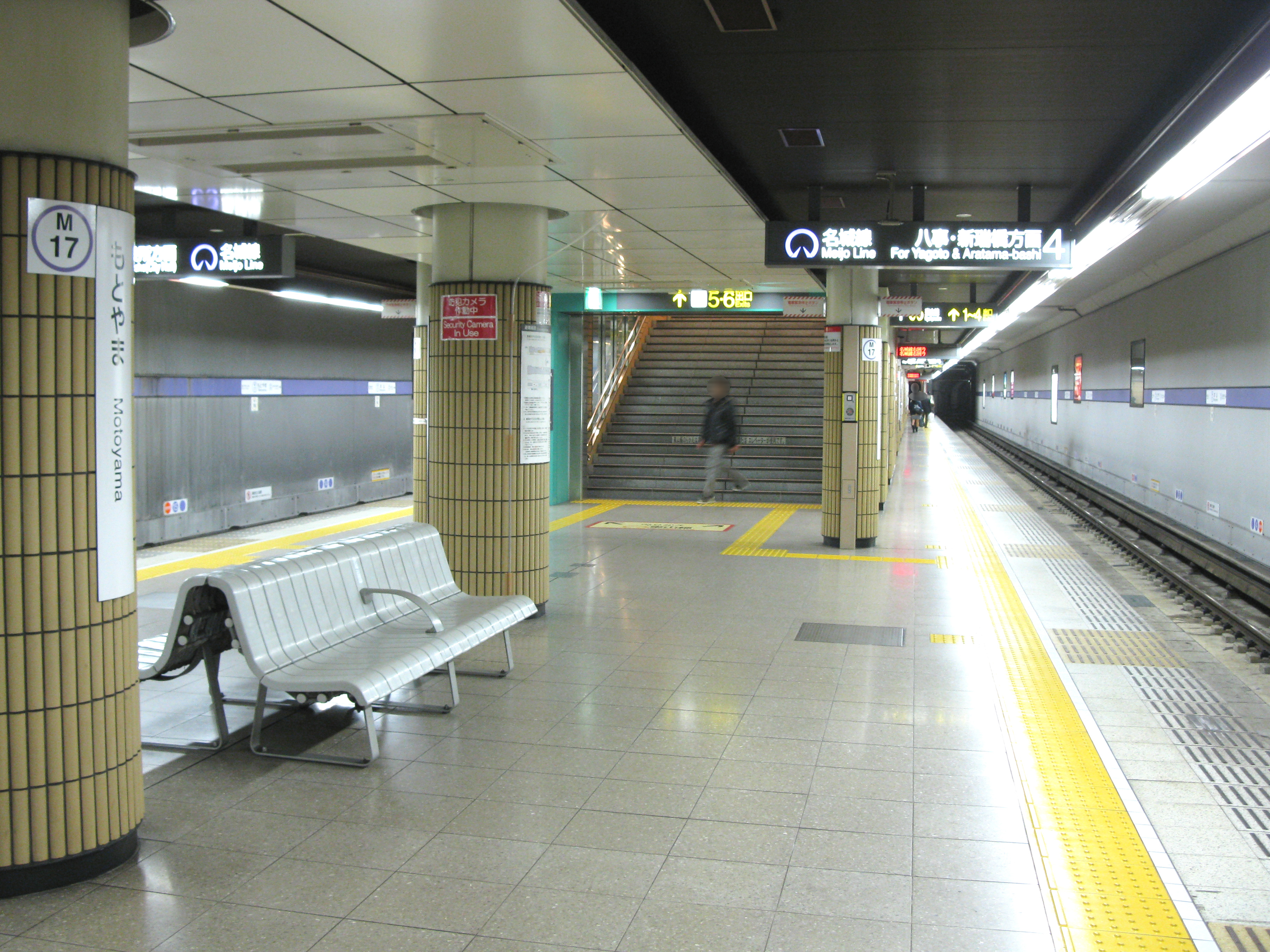
名城線ホーム（2010年3月、ホームドア設置前）
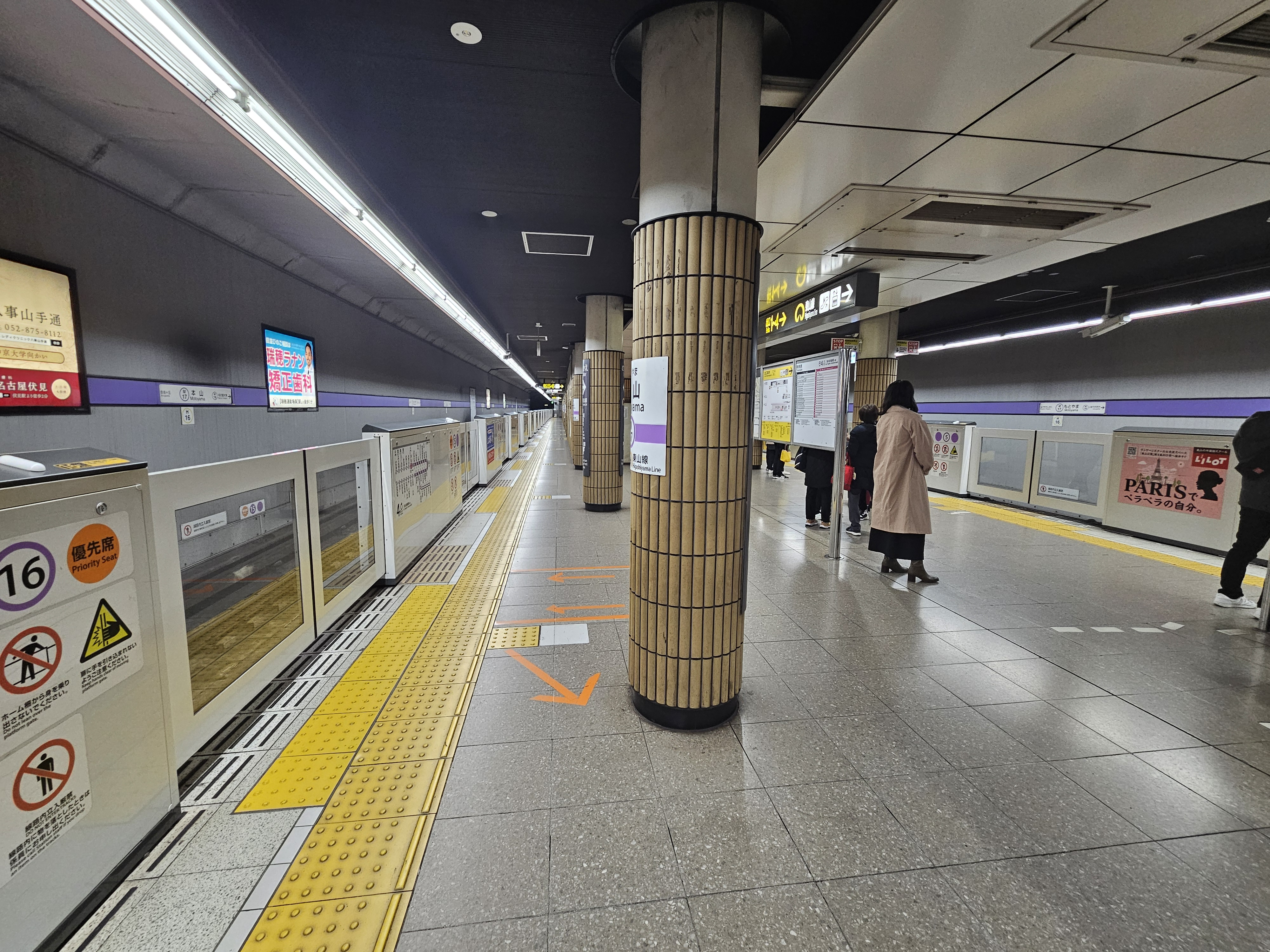
名城線ホーム（2025年3月、ホームドア設置後）

東山線は相対式ホーム2面2線、名城線は島式ホーム1面2線のいずれも地下駅であり、東山線・名城線とも可動式ホーム柵が設置されている。名城線ホームは地下約23mの位置にある。これは桜通線の丸の内駅に次ぐ深度である。改札口は3ヶ所あり、南改札口は名城線開業時に追加された。改札外のエレベーターはこの南改札側にのみある。
駅敷地内（東山線 - 名城線連絡通路）に「ファミリーマート名古屋本山店」が2019年（平成31年）3月31日まで営業していたが、同年（令和元年）7月31日からは「セブン-イレブン名古屋地下鉄本山駅店」が営業している 。
当駅は、名城線南部駅務区金山管区駅が管轄している。

### のりば

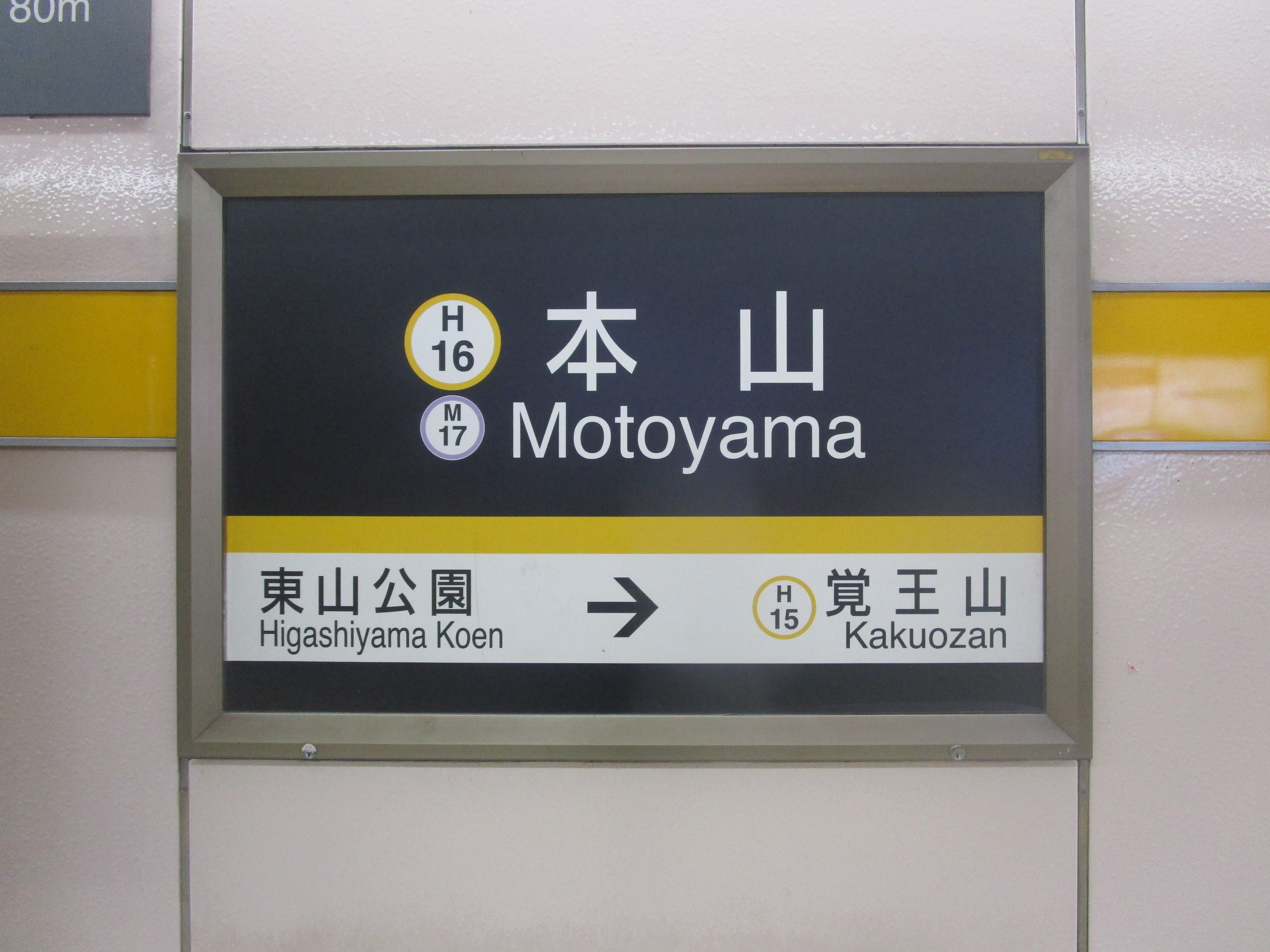
東山線 駅名標

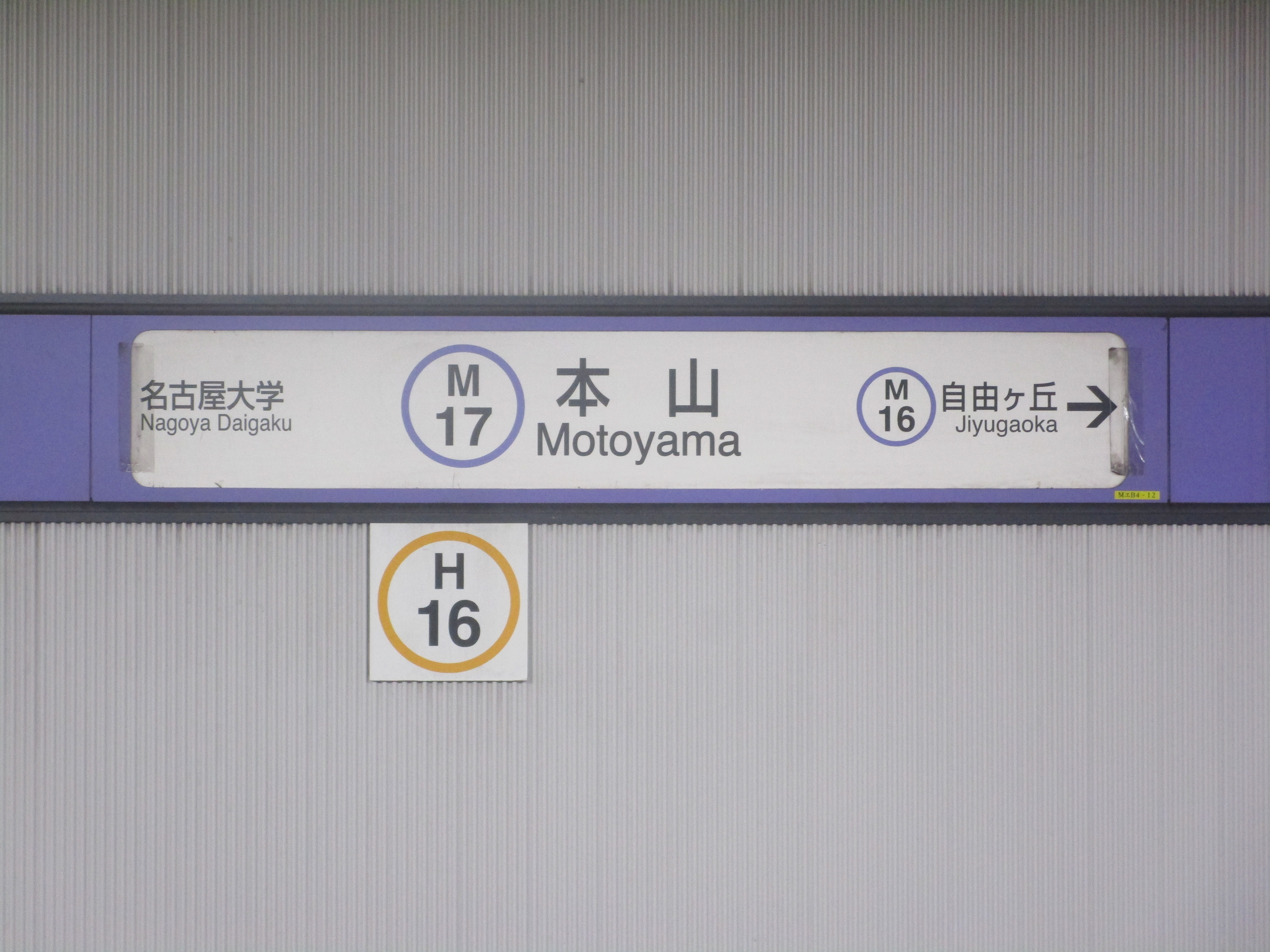
名城線 駅名標

| ホーム | 路線   | 方向   | 行先                 |
| ------ | ------ | ------ | -------------------- |
| 1      | 東山線 | -      | 東山公園・藤が丘方面 |
| 2      | 東山線 | -      | 栄・名古屋・高畑方面 |
| 3      | 名城線 | 左回り | 大曽根・名古屋城方面 |
| 4      | 名城線 | 右回り | 八事・新瑞橋方面     |

### 地下鉄乗り換えについて

本山駅構内図
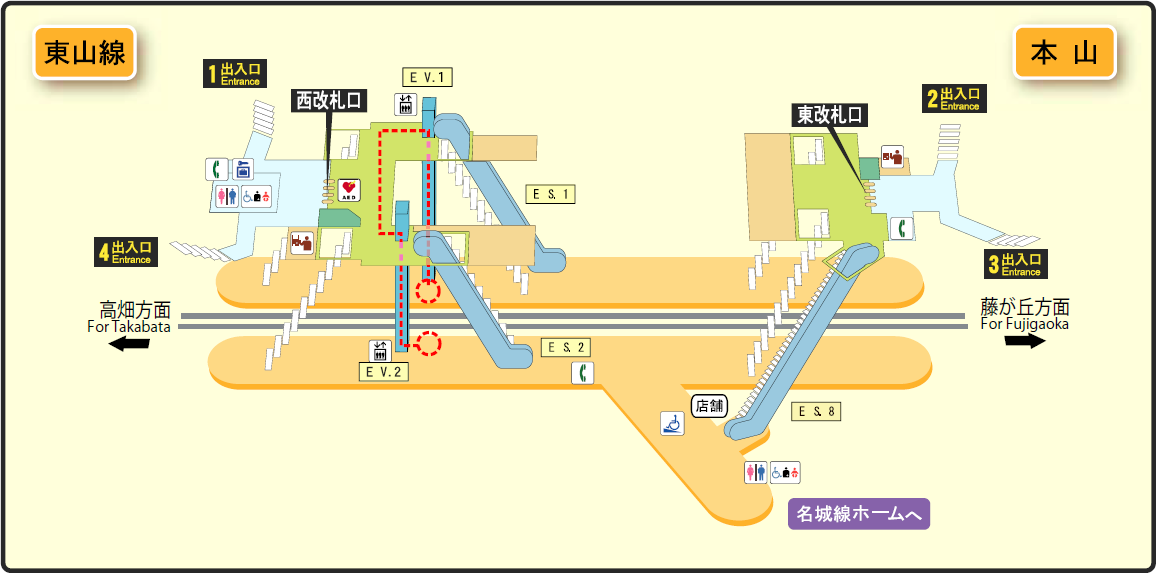
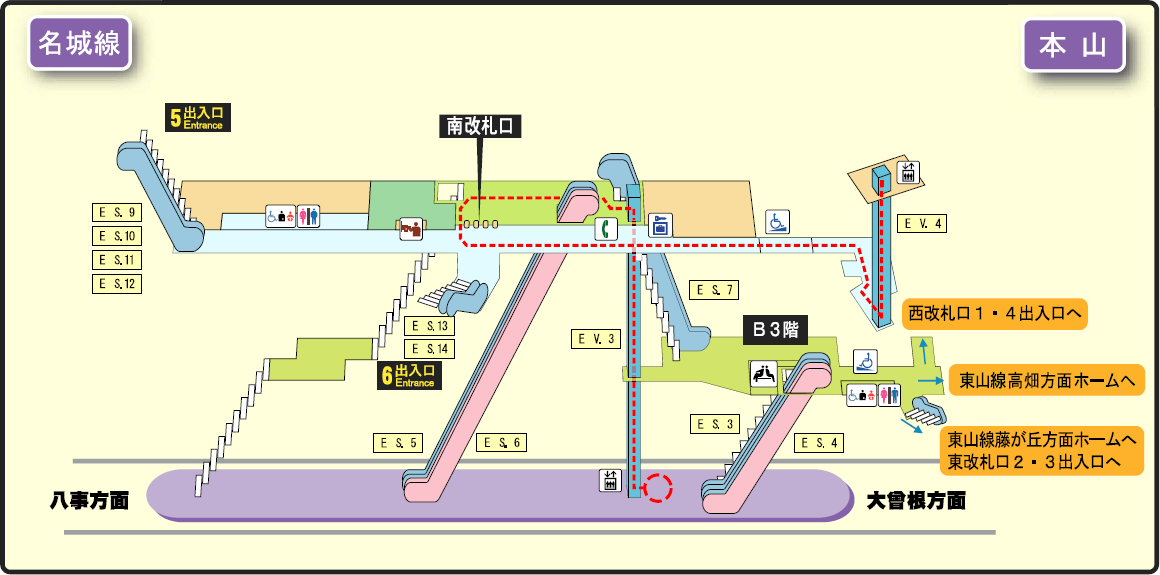

東山線（藤が丘方面）→名城線
ホーム一番前東山公園寄りの階段が最も便利だが、ラッシュ時には利用客が多いため大変混雑する。ホーム中央のエスカレータ・エレベーターからの場合、少々距離は遠くなるが、混雑時はそちらに回った方が良い場合もある。
東山線（高畑方面）→名城線
ホーム中央より後ろ寄りの連絡通路が便利。
名城線→東山線（藤が丘方面）
ホーム前方のエスカレーターを上がり、売店右横のエスカレーターを昇り改札ホールを直進し階段を下りる。また東山線高畑方面ホーム中央のエスカレーター・エレベーターを経由して行くこともできる。
名城線→東山線（高畑方面）
ホーム前方エスカレーターを上がりそのまま直進。
- 本山駅構内図

## 利用状況
| 西暦 | 和暦年度 | 和暦年度 | 乗車人員 | 乗車人員 | 乗車人員 |
| 西暦 | 和暦年度 | 和暦年度 | 東山線   | 名城線   | 合計     |
| ---- | -------- | -------- | -------- | -------- | -------- |
| 年数 | 元号名   | 年数     | 人/日    | 人/日    | 人/日    |
| 2004 | 平成     | 16       | 10,675   | 1,937    | 12,612   |
| 2005 | 平成     | 17       | 10,660   | 2,612    | 13,272   |
| 2006 | 平成     | 18       | 10,771   | 2,832    | 13,603   |
| 2007 | 平成     | 19       | 10,807   | 2,936    | 13,743   |
| 2008 | 平成     | 20       | 10,955   | 3,079    | 14,034   |
| 2009 | 平成     | 21       | 10,766   | 3,138    | 13,904   |
| 2010 | 平成     | 22       | 10,717   | 3,201    | 13,918   |
| 2011 | 平成     | 23       | 10,672   | 3,213    | 13,885   |
| 2012 | 平成     | 24       | 10,983   | 3,344    | 14,327   |
| 2013 | 平成     | 25       | 11,395   | 3,514    | 14,909   |
| 2014 | 平成     | 26       | 11,360   | 3,493    | 14,853   |
| 2015 | 平成     | 27       | 11,514   | 3,549    | 15,063   |
| 2016 | 平成     | 28       | 11,698   | 3,581    | 15,279   |
| 2017 | 平成     | 29       | 11,820   | 3,754    | 15,574   |
| 2018 | 平成     | 30       | 11,868   | 3,830    | 15,698   |
| 2019 | 令和     | 1        | 11,857   | 3,869    | 15,726   |

乗り換え人員は含まない。
- 以前は名古屋大学の最寄駅として利用者が多かった

- 2003年（平成15年）度以降名城線の延伸によってその立場を名古屋大学駅に譲った。
- 利用者数は年々増加傾向にある。

## 駅周辺

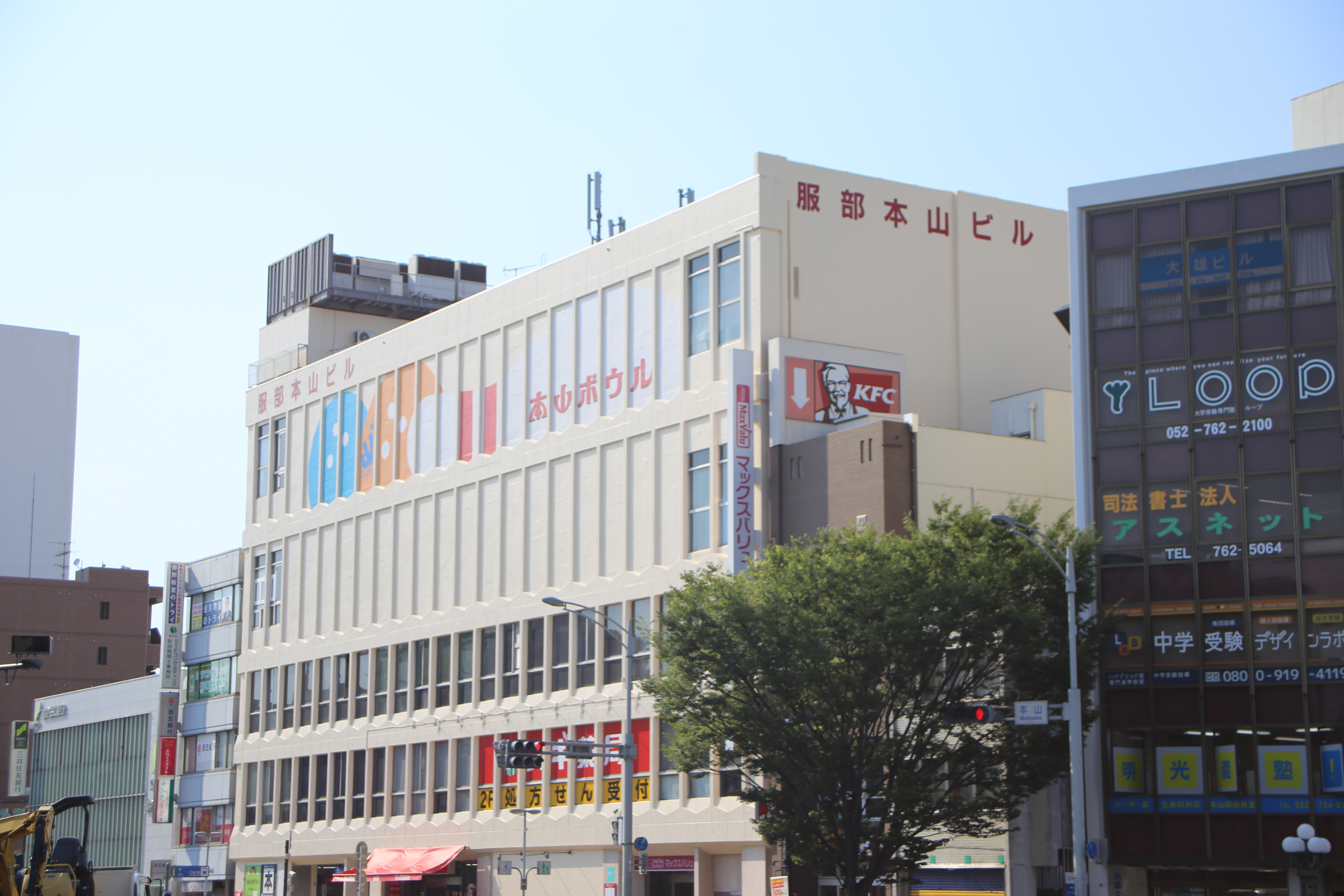
本山ボウル

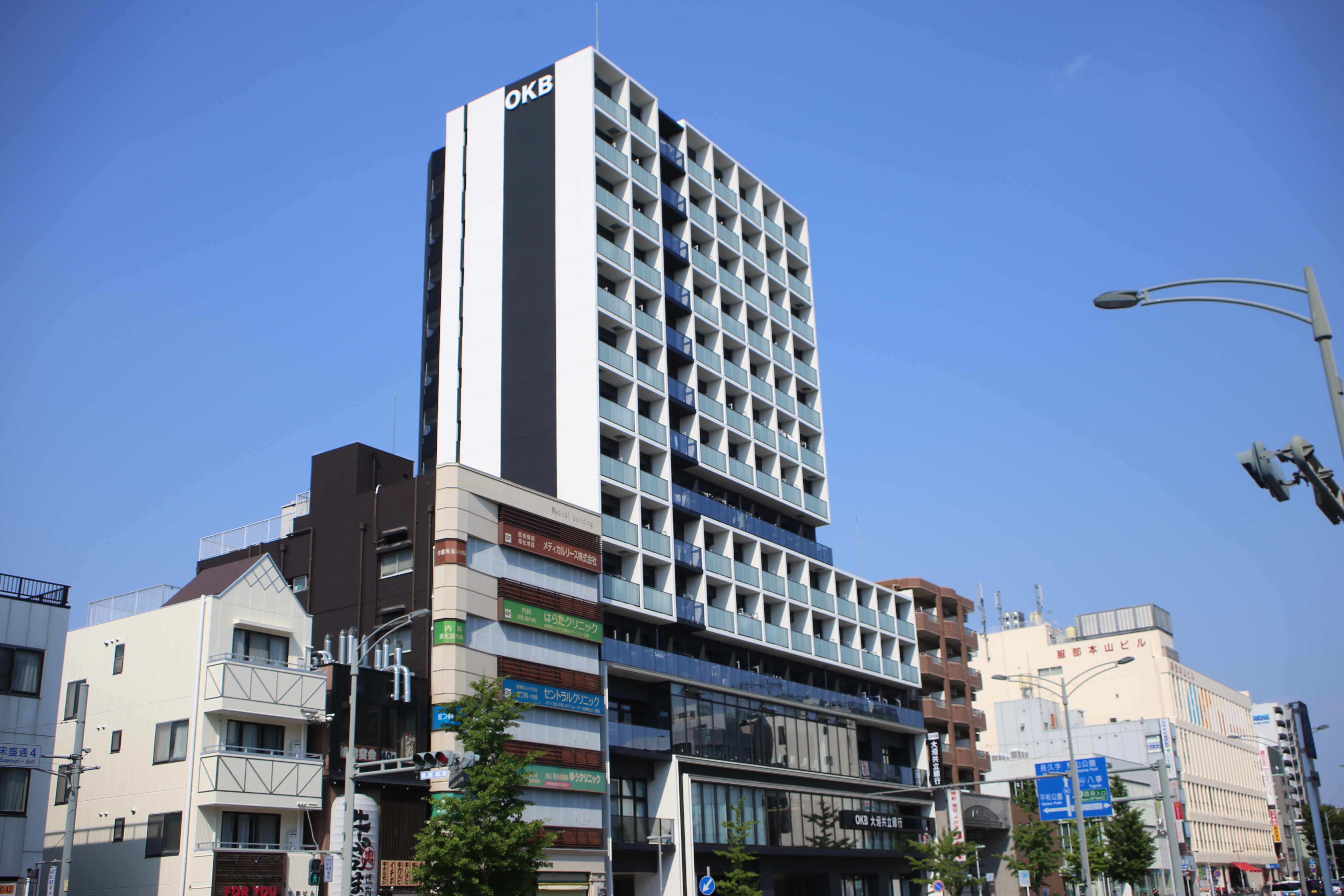
OKB 本山支店

### 駅周辺の概要
マックスバリュ本山店（旧松坂屋ストア→ピーコックストア）が隣接し、1番出口と店舗の入口が直結している。名城線名古屋大学駅開業以前は、名古屋大学への最寄り駅であったことから、名古屋大学へ向かう山手グリーンロードは学生向けの店が多い。この付近はバブル期に高級な店や芸能人が運営する店が数多く出店したが、経営は順調とは言えず店の変化も大きい。一方、駅北側の猫洞通（キャットロード）方面は閑静な住宅街となっている。また、名古屋地方気象台が位置しており、名古屋の天気はこの付近の天気を指す。

### 主な施設
- 本山交差点
  - 愛知県道60号名古屋長久手線
    - 広小路通（末盛通）

  - 山手グリーンロード
  - キャットロード（猫洞通）
- 名古屋地方気象台
- 桃巌寺
  - 名古屋大仏
- 昭和塾堂
- 城山商店街
- 名古屋市立東山小学校
- 名古屋市立見付小学校
- 名古屋市立城山中学校
- 愛知学院大学 楠元・末盛キャンパス
  - 歯学部
  - 薬学部
  - 愛知学院大学短期大学部 楠元キャンパス
- 愛知工業大学・大学院 本山キャンパス
- マックスバリュ 本山店
- 名古屋本山郵便局
- 三井住友銀行 本山支店
- 大垣共立銀行 本山支店

## バス路線

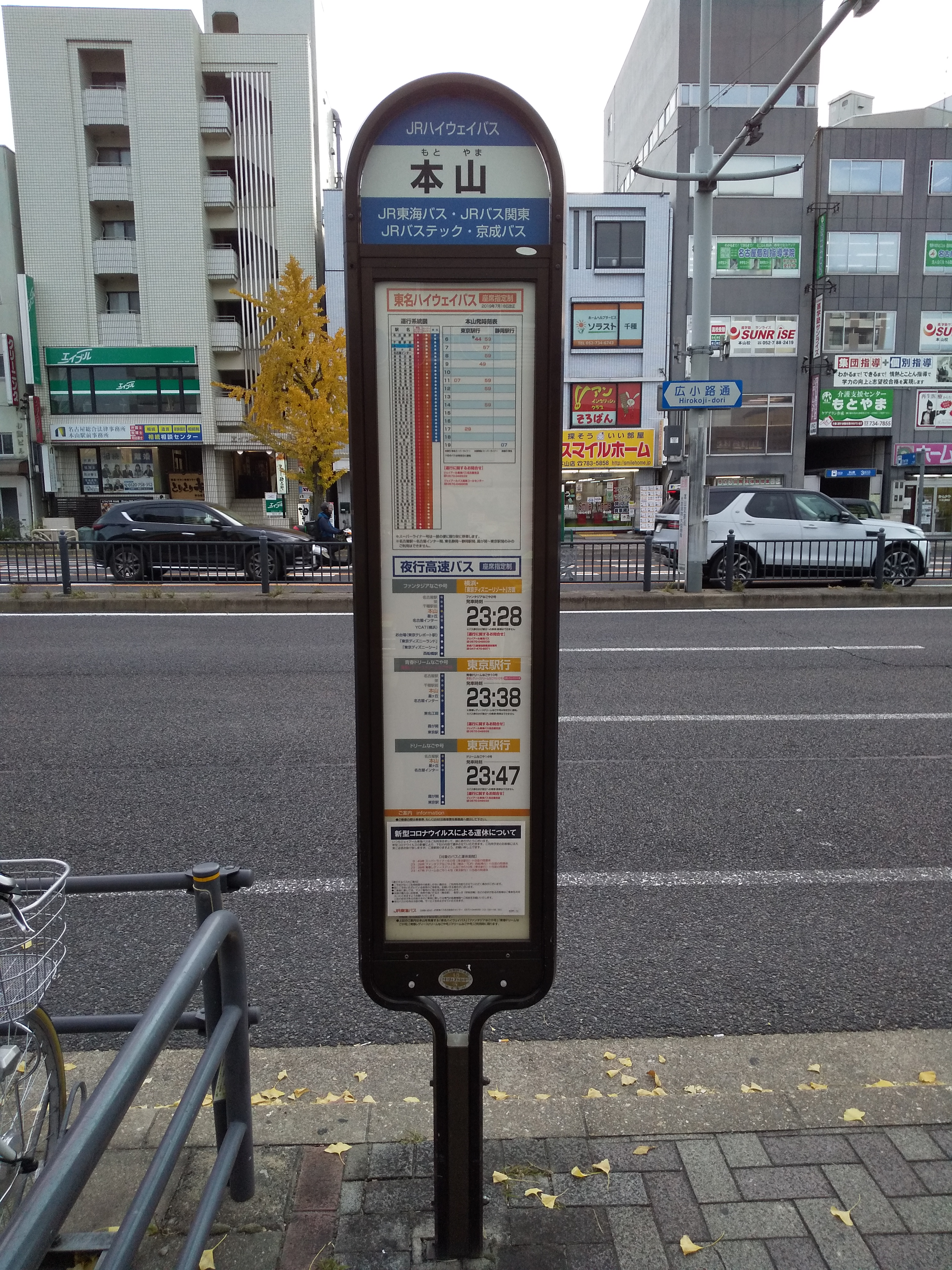
広小路通上にあるJR東海バスの「本山」バス停（乗車専用）

猫洞通、四谷通を頻繁に走っていた市営バスのうち、八事11系統（島田住宅・平針住宅 - 八事 - 本山 - 光が丘・猪高車庫）は名城線環状完成時に妙見町もしくは名古屋大学止まりとされ、本山駅付近のバス便は全体として少なくなった。この北側の通りは市内有数の霊園である平和公園へと続いているが、バスはほとんどない（平和公園方面へのバスは東山線で藤が丘方面へ2駅目にある星ヶ丘駅、および名城線の左回りで1駅目の自由ヶ丘駅から発車）。

### 名古屋市営バス
- 池下11：池下 - 本山 - 猫洞通 - 猪高車庫
- 千種巡回：地下鉄自由ヶ丘 - 本山 - 地下鉄自由ヶ丘
- 猪・名：猪高車庫 - 本山 - 名古屋大学・妙見町
- 深夜1：栄 - 本山 - 藤が丘

### ジェイアール東海バス
- 静岡・東京方面、名古屋駅方面共に本山交差点東側の広小路通（愛知県道60号名古屋長久手線）上にバス停が存在する。
- 東京駅・静岡駅行きは乗車のみ、名古屋駅行きは降車のみ扱い。
  - 東名ハイウェイバス　超特急「スーパーライナー」・特急「東名ライナー」・急行
  - ドリームなごや号

- 名古屋駅・岐阜駅前行きの降車のみ扱い。
  - ドリームなごや号
  - ファンタジアなごや号

## 隣の駅
名古屋市営地下鉄
 東山線
覚王山駅 (H15) - 本山駅 (H16) - 東山公園駅 (H17)
 名城線
自由ヶ丘駅 (M16) - 本山駅 (M17) - 名古屋大学駅 (M18)